# Светла Даскалова
Светла Райкова Даскалова е български политик от Българския земеделски народен съюз (БЗНС), министър на правосъдието в периода 1966 – 1990 г.

## Биография
Светла Даскалова е родена на 18 ноември 1921 г. в София в семейството на един от водачите на БЗНС Райко Даскалов, по това време министър на търговията, промишлеността и труда, убит през 1923 година. От 1939 до 1944 година завършва Немската гимназия в гр. София, а след това учи право в Софийския университет.
След Деветосептемврийския преврат през 1944 година се включва активно в дейността на БЗНС и през 1946 година е избрана за народен представител от опозиционния Български земеделски народен съюз - Никола Петков и е секретар на неговата парламентарна група до ликвидирането ѝ през следващата година. На 7 април 1951 година е арестувана от Държавна сигурност и остава в затвора до следващата година. След освобождаването си става адвокат и започва да сътрудничи на комунистическия режим.
Между 1955 и 1962 година работи в Правния институт. От 1958 до 1990 година отново е народен представител от казионния БЗНС, през 1962 година става подпредседател на Народното събрание. В периода 1966 – 1990 година е министър на правосъдието. От 1966 година е член на Постоянното присъствие на казионния БЗНС, а от декември 1989 до март 1990 година е негов секретар. Член е на Националния съвет на ОФ, Комитета на движението на българските жени и на УС на Съюза на юристите в България. През 1990 година се оттегля от активна политическа дейност.
Светла Даскалова умира през 2008 година в София.